# Леббок, Джон

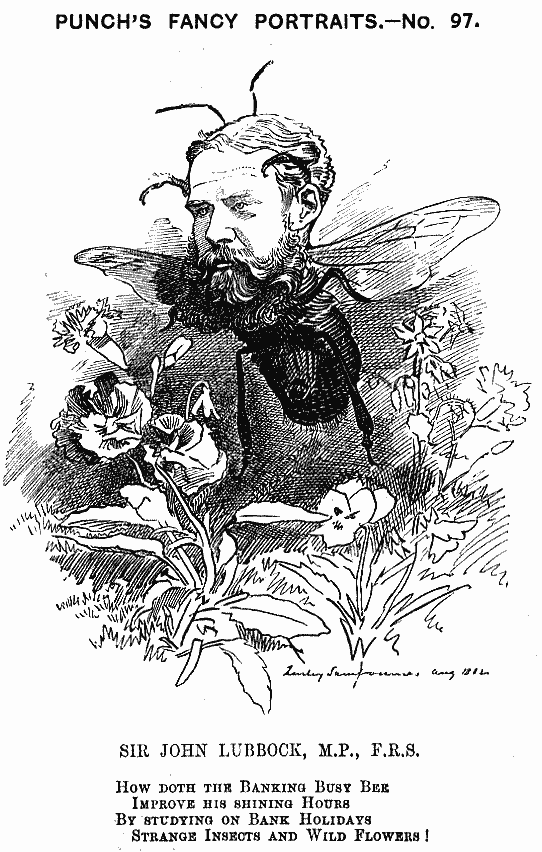
Карикатура из Punch, 1882

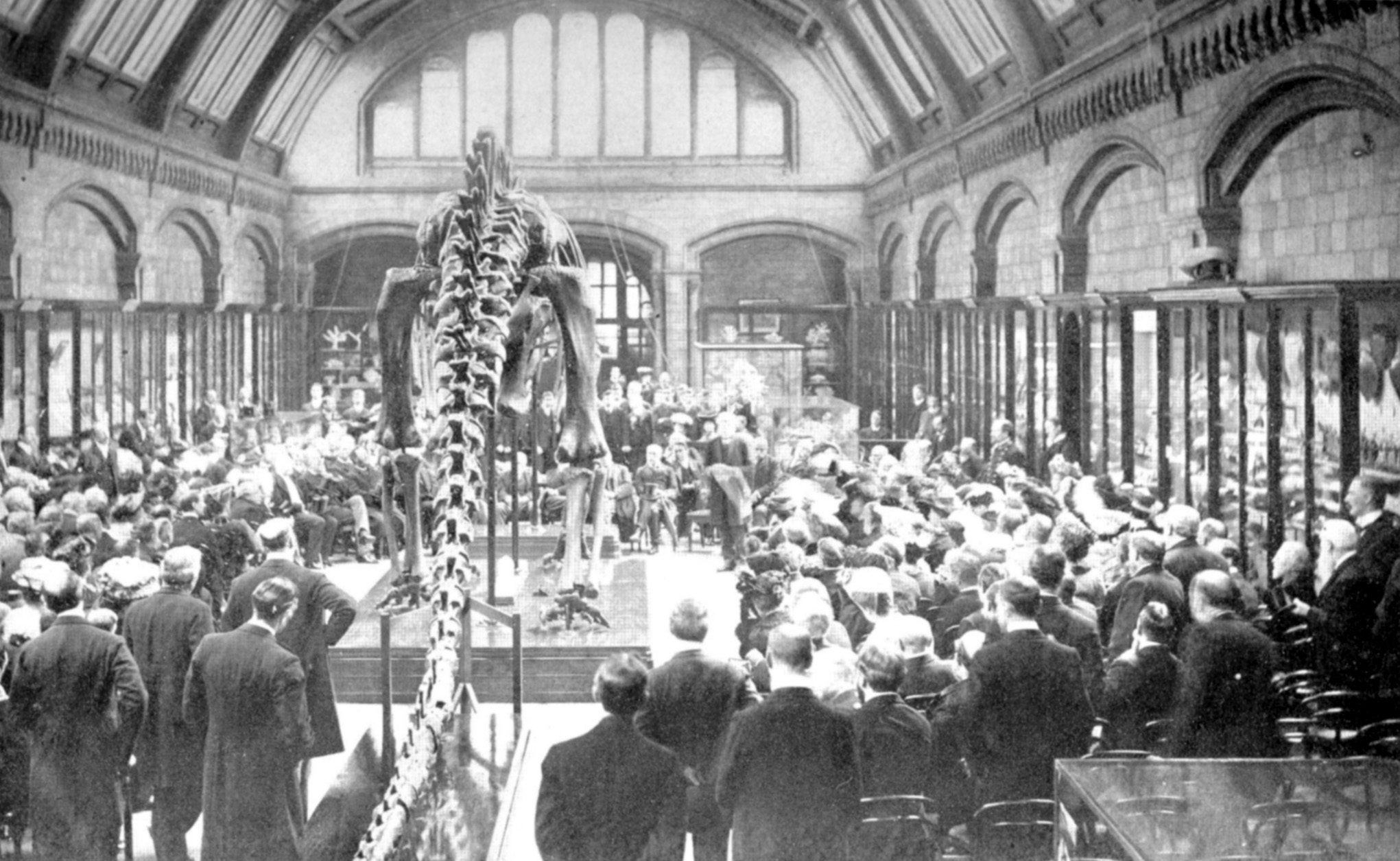
Джон Лаббок выступает во время первой презентации останков диплодока Diplodocus carnegii в British Museum of Natural History, 12 мая 1905

Джон Ле́ббок, 1-й барон Авебери (Лёббок, англ. John Lubbock, 1st Baron Avebury; 30 апреля 1834 года, Лондон — 28 мая 1913 года, замок Кингсгейт, Кент) — британский антрополог, археолог и биолог (энтомолог, ботаник, мирмеколог), писатель-моралист, а также банкир и политик. Ввёл в археологии понятия неолит и палеолит. Член Лондонского королевского общества (1858).
Был депутатом Палаты общин Британского парламента семь сроков подряд в 1868—1900 годах (UK MPs 1868—1874, 1874—1880, 1880—1885, 1885—1886, 1886—1892, 1892—1895 и 1895—1900). Почётный доктор Кембриджского и Оксфордского университетов. Президент нескольких научных обществ (Королевского энтомологического общества Лондона, Лондонского Линнеевского общества и других):514.

## Биография
Джон Леббок родился 30 апреля 1834 года в Лондоне (22 Eaton Place), его отцом был лондонский банкир, математик и астроном сэр Джон Леббок, а матерью — Харриет Хотэм (англ. Harriet Hotham). Он воспитывался в семейном доме в High Elms Estate, около Downe (боро Бромли) в графстве Кенте. В 1842 году его отец сообщил, что рядом с ними поселился Чарлз Дарвин. Молодой Джон стал постоянным посетителем Down House (дом, где жил Дарвин) и самым близким из младших друзей великого натуралиста. Их близкие взаимоотношения стимулировали повышенный интерес Джона к науке и эволюционной теории.
В 1845 году Леббок начал обучение в Итонском колледже, а затем поступил на работу в банк отца (который позже объединился с Coutts & Co), став его партнёром в возрасте 22 лет. Финансовые дела успешно сочетал с наукой, археологией и биологией. Он выступал в поддержку эволюциониста Томаса Генри Хаксли во время известных научных эволюционных дебатов 1860 года в Оксфорде.
- 1864—1865 — президент Этнологического общества
- 1865 — вице-президент Линнеевского общества
- 1865—1913 — получил титул баронета (Baronet of Lammas)[1]
- 1866—1867 — президент Королевского энтомологического общества Лондона
- 1868 — президент International Association for Prehistoric Archaeology
- 1871—1873 — президент Королевского археологического общества (Royal Anthropological Society)
- 1872—1880 — вице-ректор Университета Лондона[1]
- 1879—1880 — повторно избран президентом Королевского энтомологического общества Лондона
- 1879 — избран первым президентом финансового Institute of Bankers[10]
- 1881 — президент Британской научной ассоциации
- 1881—1886 — президент Лондонского Линнеевского общества (Linnean Society of London)[10]
- 1888—1892 — президент Лондонской торговой палаты (London Chamber of Commerce)[10]
- 1890—1892 — глава Совета Лондона (Chairman of the London County Council)
- 1900 — получил титул барона (Baron Avebury)[1]
- 1900—1902 — президент Королевского статистического общества (Royal Statistical Society)
- 1907—1910 — ректор Сент-Эндрюсского университета

У муравьёв впервые обнаружил восприятие ультрафиолетового света (1881). Его книга «Муравьи, пчёлы и осы» за первые четверть века выдержала 17 изданий (Ants, bees and wasps, 1882, 7-е издание в 1884, London; 17-е издание в 1915, London). Описал австралийского медового муравья Melophorus bagoti Lubbock, 1883 и род Melophorus.

## Семья
У Джона Леббока было 11 детей от двух браков, а также 7 братьев и одна сестра: Диана Хотэм Леббок, Генри Джеймс Леббок (7.2.1838—25.1.1910), сэр Невилл Леббок (31.3.1839—12.9.1914), Бомон Уильям Леббок (12.10.1840—19.3.1909), доктор Монтегю Леббок (24.5.1842—8.4.1925), Фредерик Леббок (1.5.1844—22.6.1927), Альфред Леббок (31.10.1845—17.7.1916) и Эдгар Леббок (22.2.1847—9.9.1907); три брата, Альфред, Невилл и Эдгар играли в крикет за клуб Kent County Cricket Club из Кента. Эдгар и Альфред также играли в футбол, в том числе за клуб Old Etonians в финале Кубка 1875 года.
Первая жена (Эллен Френсис Хорден, супруги с 1856 года) умерла в 1879 году. Спустя пять лет Джон женился на Алисе Августе Лаурентия Лейн Фокс-Питт (супруги с 1884 года), которая умерла в 1947 году. Он восстановил замок Кингсгейт, недалеко от Бродстейрса в Кенте, как дом своей семьи, где он умер в 1913 году.

#### Дети от первого брака[1]
- 1. Констанс Мэри Леббок (ум. 3.11.1892)
- 2. Гертруда Леббок (ум. 23.2.1934)
- 3. Эми Харриет Леббок (15.5.1857—19.5.1929)
- 4. Джон Биркбек Леббок, 2-й Барон Авебери (4.10.1858—26.3.1929)
- 5. Норман Леббок (16.12.1861—11.11.1926)
- 6. Рольф Артур Леббок (19.9.1865—11.5.1909)

#### Дети от второго брака[1]
- 1. Урсула Леббок (6.2.1885—15.1.1959)
- 2. Ирен Леббок (30.3.1886—14.2.1961)
- 3. Гарольд Фок Питт Леббок (10.6.1888—4.4.1918)
- 4. Капитан Эрик Фокс Питт Леббок (16.5.1893—11.3.1917)
- 5. Морис Фокс Питт Леббок (17.10.1900—26.4.1957)

## Важнейшие труды
- Monograph of the Collembola and Thysanura. The Ray Society, London 1873.
- Prehistoric times, as illustrated by ancient remains and the manners and customs of modern savages (1865, 4-е издание в 1878; нем. издание в 1874, Jena)[19]
  - Доисторические времена, или Первобытная эпоха человечества. — М.: Либроком, 2011.
- The origin of civilization and the primitive condition of man (1870, 4-е издание, 1881; Jena, 1875). 
  - Начало цивилизации и первобытное состояние человека. Умственное и общественное состояние дикарей. — М.: Либроком, 2011.
- On the origin and metamorphoses of insects (1874; Jena, 1876).
- On British Wild flowers considered in relation to insects (1875; Jena, 1876)
- Relations between plants and insects (1878)
- Addresses, political and educational (1879)
- Scientific lectures (1879)
- Ants, bees and wasps (1882, 7-е издание 1884, London; 17-е издание 1915, London; нем.издание — Leipzig, 1883). 
  - Муравьи, пчелы и осы. Наблюдения над нравами общежительных перепончатокрылых. — СПб.: Изд. А. С. Суворина, 1884.
- Fifty years of science (1882)
- Flowers, fruits and leaves (1886)
- The pleasures of life (1887)
- A contribution to our knowledge of seedlings. Popular ed. Kegan Paul, Trench, Trübner, London 1896.
- The Senses, Instincts and Intelligence of Animals (1888)
- The Beauties of Nature (1892)
- The Use of Life (1894)
- On peace and happiness (Macmillan 1909)